# Curtas Vila do Conde
O Curtas Vila do Conde é um festival internacional de cinema criado em 1993. É um dos principais acontecimentos cinematográficos e culturais em Portugal dedicado a curtas-metragens. Realiza-se anualmente em Julho, na cidade de Vila do Conde. Na edição de 2016 o festival contou com mais de 22 mil espectadores. Em 2017 o festival comemorou a sua 25ª edição.

## História
Desde 1993 que o Curtas Vila do Conde tem consolidado a sua posição como divulgador das mais recentes tendências no cinema contemporâneo conquistando também um lugar de destaque no panorama europeu dos festivais internacionais de cinema. A sua atração principal são as curtas-metragens mas o Curtas progrediu para um festival multidisciplinar em torno das imagens em movimento.

## Programa
O Curtas encontra-se estruturado em diferentes secções:
- Secções de Competição - A secção de competições inclui filmes que podem ir até 60 minutos.
  - Competição Internacional
  - Competição Nacional
  - Competição Experimental
  - Vídeos Musicais
  - Take One! (secção dedicada à mais nova geração de estudantes de cinema e audiovisual.)
  - Curtinhas (secção especialmente dedicada aos mais pequenos)
- In Focus - Uma secção que oferece ao público português retrospectivas especiais de cineastas determinantes do cinema contemporâneo.
- Panorama Nacional - Secção dos melhores filmes portugueses realizados no ano anterior e que terão passado por outros festivais.
- Da Curta À Longa - A secção mostra sobretudo longas-metragens em ante-estreia nacional onde tenta manter uma relação próxima com realizadores presentes em edições anteriores do festival.
- Panorama Europeu - Sessões de filmes de vários países europeus, oferece um panorama da nova produção europeia de curtas-metragens.
- Stereo - Intersecção do cinema com a música, secção que surge como autónoma em 2006 designada como Remixed e que se alterou em 2011 para Stereo.
- Eventos
  - Mercado da Curta-metragem
  - Masterclasses, workshops e ateliers
  - Debates e encontros
  - Exposições, instalações e espectáculos performativos
  - Festas

## Júris
Todos os anos o Júri do Curtas é composto por vários artistas, personalidades nacionais e internacionais, que estão ligados ao universo das artes e da cultura. Das personalidades mais importantes que passaram pelo festival podemos destacar Thom Andersen, Pip Chodorov e Arto Lindsay, Júris da competição experimental em 2011.

## Premiados
- Principais Prémios 2016
  - Grande Prémio - FROM THE DIARY OF A WEDDING PHOTOGRAPHER, Nadav Lapid, Israel
  - Grande Prémio Ficção - LIMBO, Konstantina Kotzamani, França/Grécia
  - Grande Prémio Documentário Manoel de Oliveira- NOTES FROM SOMETIME, LATER, MAYBE, Roger Gómez, Dani Resines, Espanha
  - Grande Prémio Animação - DECORADO, Alberto Vásquez, Espanha
  - Grande Prémio Experimental - BENDING TO EARTH, Rosa Barba, Alemanha
  - Melhor Curta Metragem Europeia - HOME, Daniel Mulloy, Kosovo/Reino Unido/EUA
  - Prémio do Público - DECORADO, Alberto Vásquez, Espanha
  - Melhor Curta-Metragem Portuguesa - ANTÓNIO, LINDO ANTÓNIO, Ana Maria Gomes, França/Portugal
  - Prémio do Público (PT) - ANTÓNIO, LINDO ANTÓNIO, Ana Maria Gomes, França/Portugal
  - Prémio Melhor Realizador - A BRIEF HISTORY OF PRINCESS X, Gabriel Abrantes, Portugal/França/Reino Unido
  - Prémio do Curtinhas - MOOM, Robert Kondo, Daisuke 'Dice' Tsutsumi, Japão/EUA
  - Prémio Take One! - PRONTO, ERA ASSIM, Joana Nogueira, Patrícia Rodrigues, Portugal
  - Prémio Melhor Vídeo Musical - VILA SOLEDADE, Sensible Soccers, Laetitia Morais, Portugal